# 동상면
동상면(東上面)은 대한민국 전북특별자치도 완주군의 면이다.

## 개요
완주군 동상면은 1970년대까지 전국 8대 오지로 불리는 지역으로 소득원은 천연자원과 임산물, 감나무, 유실수 등 임산물 자원이 거의 대부분으로 낙후된 지역의 대명사이었으나 청정자연을 선호하는 현실에 부응하여 상대적으로 발전 잠재력이 무궁무진한 관광지가 되었다. 동상 곶감, 감식초, 고로쇠 수액, 버섯 최근에는 청국장 등으로 온라인은 물론 오프라인을 통한 이 지역 특산품의 판매량이 증가하고 있어 이에 따른 체계적인 전자상거래시스템 확층의 중요성이 크게 대두되고 있으며, “전국 최초 벼 없는 시범마을”을 운영에 따른 벼 대체 작목으로 콩 재배 개발 및 주민참여 혁신사업 활성화로 행정과 주민간의 유기적인 협조 및 온라인 유통망 개설에 필요성이 인식되고 있다.

## 행정 구역
- 대아리
- 사봉리
- 수만리
- 신월리